# Дострибни до хмаринки

Кадр з мультфільму

Дострибни до хмаринки — мультфільм 1988 року випуску кінорежисера Б. Храневича про спекотну Австралію, дружбу і про те, як погано вихвалятися. 

## Сюжет
На початку мультфільму глядач бачить, як десь у Австралії малесеньке озеро перетворюється у хмаринку. Хмаринка летить собі геть, а качконіс залишається ні з чим і плаче. Як тут повз нього прострибує кенгуру і той обіцяє йому знайти хмаринку. Друзі йдуть разом шукати озеро, яке випарувалось. Дорогою кенгуру  вихваляється, як він захистився від лева, використавши насіння бамбука, яке дуже швидко росте; як він втік від величезної пащі крокодила за допомогою сковорідок на воді та як він завдяки шалених огірків налякав вовків з гострими зубами. З цих розповідей качконіс дізнається, що кенгуру дуже високо літає, довго стрибає та ще й розумний. Але коли обоє приходять на найвищої гори і виявляється, що кенгуру не дострибує до хмаринки, то качконоса опановує розчарування. Але все ж таки кенгуру вдається дострибнути до хмарки і він радий з того, що навчився стрибати високо. Друзі приходять на висохле озеро і кладуть на землю хмаринку.

## Над фільмом працювали
- Автор сценарію: Л. Карпатська
- Кінорежисер: Борис Храневич
- Художник-постановник: М. Черкаська
- Кінооператор: Олександр Мухін
- Композитор: Юрій Шевченко
- Звукооператор: Ізраїль Мойжес
- Редактор: Євген Назаренко
- Монтажер: Світлани Васильєвої
- Мультиплікатори: Наталя Зурабова, Михайло Яремко, Микола Бондар
- Асистенти: Л. Лапчинська, Л. Бурланенко, В. Боженок
- Ролі озвучили:
- Людмила Логійко - Кенгуреня, Лінивець, Змія
- Богдан Бенюк - Качкодзьоб
- Текст пісні: Олександр Вратарьов
- Директор знімальної групи: Іван Мазепа